# Аконкагуа
Аконка́гуа (исп. Aconcagua) — высочайшая вершина в Андах, расположена на территории аргентинской провинции Мендоса в 15 км от границы с Чили. Её высота составляет 6960,8 м над уровнем моря. Высочайшая вершина в мире за пределами Азии, также она является высочайшей вершиной Аргентины, Южной Америки, западного и южного полушарий. Аконкагуа входит в список «семи вершин», её неофициальное название «Колосс Америки» (исп. Coloso de América).
Первое восхождение на вершину было совершено 14 января 1897 года Маттиасом Цурбриггеном, который взошёл на вершину в одиночку. Месяц спустя Аконкагуа была покорена двумя другими членами экспедиции, в которую входил Цурбригген.

## Происхождение названия
Существуют различные версии происхождения названия вершины. По одной из них, оно пришло из языка араукано из фразы Aconca-Hue, что является отсылкой к расположению вершины относительно реки Аконкагуа, и в переводе означает приходит с другой стороны. Согласно другим версиям, название могло прийти из языка кечуа, Ackon Cahuak (Каменный страж, или Страж Камня), или Anco Cahuac (Белый страж), или Aqun qhawaq (Смотрящая на (свои) пески). Также существуют мнения, что вершина обязана названием выражениям Janq’u Q’awa на языке аймара (Белый ручей) или Kon-Kawa (Снежная гора; так называют гору индейцы аймара, проживающие на территории Мендосы).

## Физико-географическая характеристика

### Расположение
Гора Аконкагуа — часть хребта Главная Кордильера в горной цепи Анд. Она ограничена горами Куэрно (5462 м) на северо-западе, вершинами Катедраль (5335 м) на западе и Амегино (5883 м) на северо-востоке. 
Гора расположена в аргентинской провинции Мендоса, в 12 км к востоку от аргентино-чилийской границы, в 110 км к западу от одноимённой столицы провинции, в 105 км к северо-востоку от Сантьяго и в 1100 км от Буэнос-Айреса. Ближайшим к горе населённым пунктом является селение Лас-Куэвас, вблизи которого (в 18 км к югу-западу от вершины на панамериканском шоссе) находится природная арка «Мост Инков» (исп. Puente del Inca). Также неподалёку, на границе Аргентины и Чили, находится перевал Пасо-де-ла-Кумбре, соединяющий Успальяту и Лос-Андес. В 1817 году Хосе де Сан-Мартин отправил через этот перевал часть своей армии для борьбы с испанскими колониалистами в Чили.
Вершина находится на территории провинциального парка Аконкагуа. 

### Высота
В 1956 году учёные университета Буэнос-Айреса определили высоту горы как 6959 метров. Исследования 2011–2012 годов, проведённые группой сотрудников Национального географического института Аргентины с помощью GPS и гравиметрических измерений, зафиксировали высоту 6960,8 м над уровнем моря.
На вершине горы установлен невысокий железный крест.

### Климат

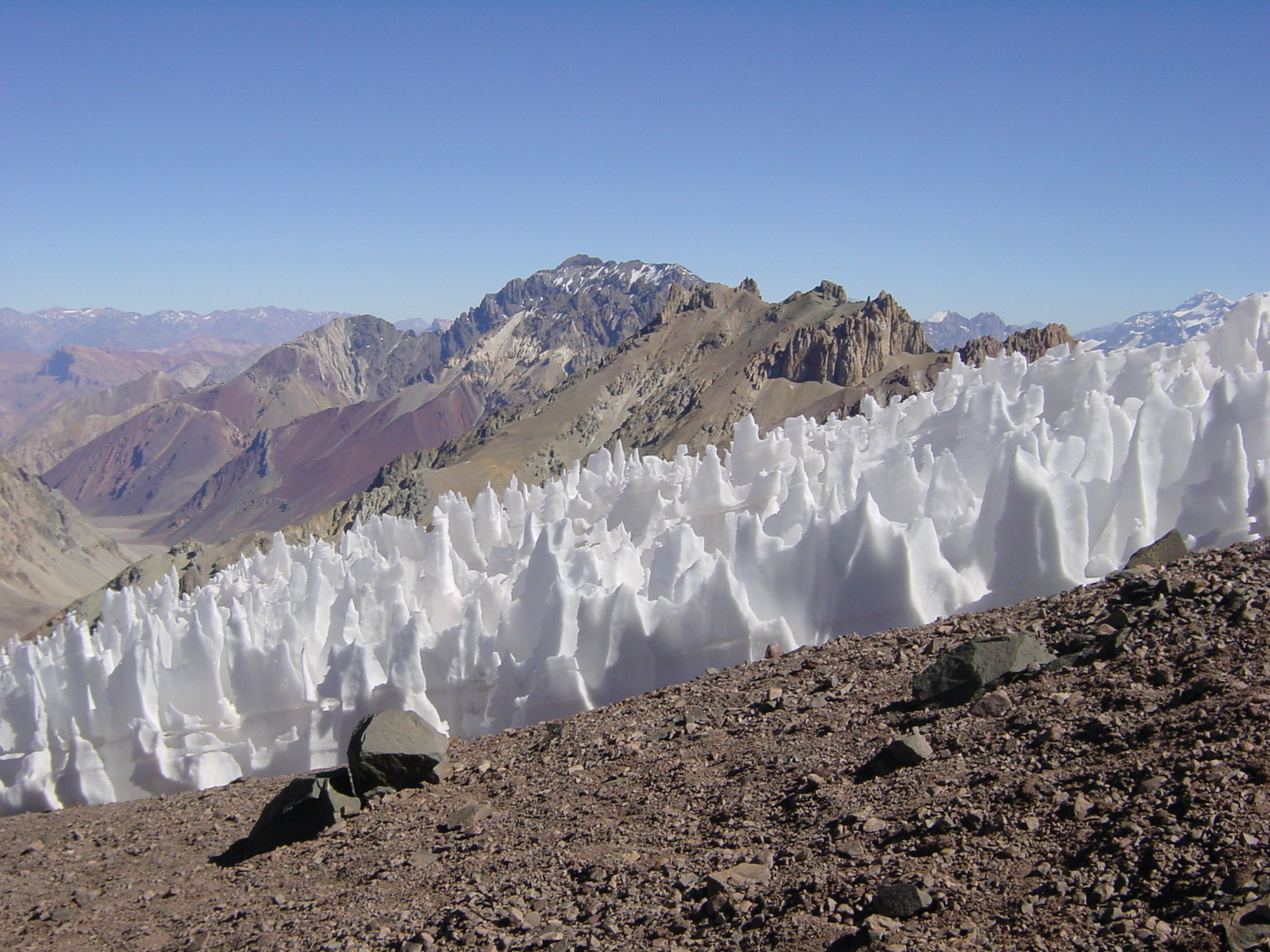
Снега кающихся на Аконкагуа

Гора имеет множество ледников, самыми крупными из которых являются северо-восточный Польский ледник, названный так в честь польской экспедиции 1934 года, и юго-восточный ледник. 
Температура на вершине составляет около -30° C.

### Геология
К возникновению Аконкагуа привело столкновение двух литосферных плит — Наска и Южно-Американской. Геологическая структура Аконкагуа может быть разделена по трём основным геологическим периодам: основание вершины сформировалось ещё до юрского периода, средняя часть вершины образовалась в мезозое, а верхняя часть сформировалась в кайнозое.

## Восхождения

### История
Первая серьёзная попытка восхождения на Аконкагуа была предпринята немецким альпинистом Паулем Гюссфельдтом в 1883 году. Для восхождения Гюссфельдт выбрал северо-западное направление. Выйдя из Сантьяго, он достиг верховий реки Волкан на северо-западном склоне Аконкагуа. Гюссфельдт предпринял две попытки восхождения. Во время первой попытки ему удалось выйти на северо-западный хребет, и достичь высоты 6560 метров, но в итоге обе попытки закончились неудачно.
В конце 1896 года американский альпинист Эдвард Фицджеральд предпринял экспедицию в Южную Америку с целью попытки восхождения на Аконкагуа. В состав экспедиции также вошли английский альпинист Стюарт Вайнс и несколько итальянских и швейцарских портеров под руководством опытного швейцарского горного гида Маттиаса Цурбриггена. Первой задачей Фицджеральда стало определение лучшего маршрута восхождения на вершину Аконкагуа. Фицджеральд был знаком с подробностями экспедиции 1883 года и считал, что маршрут Гюссфельдта не был самым простым. Фицджеральд решил попробовать зайти на вершину с юга. Сперва экспедиция Фицджеральда вышла к восточной стене вершины, однако она выглядела неприступной. Фицджеральд принял решение вернуться обратно и попытаться взойти на вершину с юга. Предприняв пять попыток штурма за первые шесть недель, группа так не смогла совершить восхождение. В шестой попытке, 14 января 1897 года, все участники восхождения вынуждены были отступить в нескольких сотнях метров от вершины, но Маттиас Цурбригген решил продолжить восхождение в одиночку, и успешно достиг вершины. Это стало первым удачным восхождением на Аконкагуа, одновременно и первым удачным одиночным восхождением. Спустя месяц, 13 февраля ещё двое членов группы (Стюарт и один из портеров) поднялись на вершину. Организатор и идейный вдохновитель экспедиции Фицджеральд, из-за усилившихся симптомов горной болезни, был не в состоянии принять участие в восхождении, и, в итоге, так и не смог подняться на Аконкагуа. Пройденный экспедицией Фицджеральда маршрут ныне считается классическим путём восхождения на вершину.

### Маршруты
В альпинизме Аконкагуа считается технически лёгкой горой, если осуществлять восхождение по северному склону. При восхождении влияние высоты ощутимо, атмосферное давление на вершине примерно около 40 % от давления на уровне моря. Однако использование кислородных баллонов при восхождении не практикуется. Серьёзным препятствием к достижению вершины является переменчивая погода и сильные ветра. 
Второй маршрут — через Польский ледник. Подход к горе идёт через долину Вакас, затем — подъём к началу Польского ледника, затем — пересечение с первым маршрутом для восхождения на вершину горы.
Маршруты через Южный и Юго-Западный горные хребты считаются очень сложными для восхождения.
Восхождение на гору по простейшему маршруту осуществляется через следующие промежуточные точки (данные о высоте приблизительны):

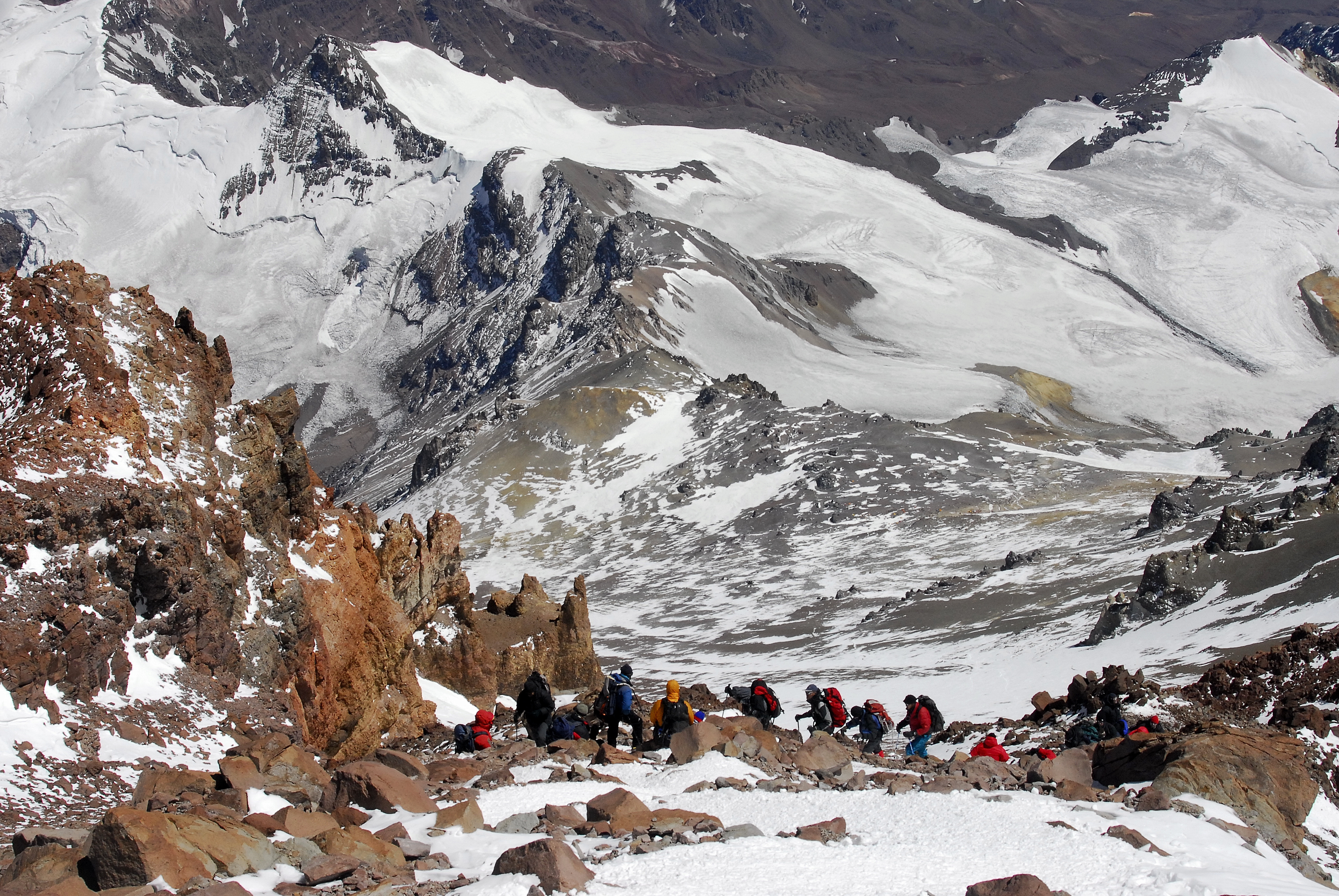
Восходители на Каналете

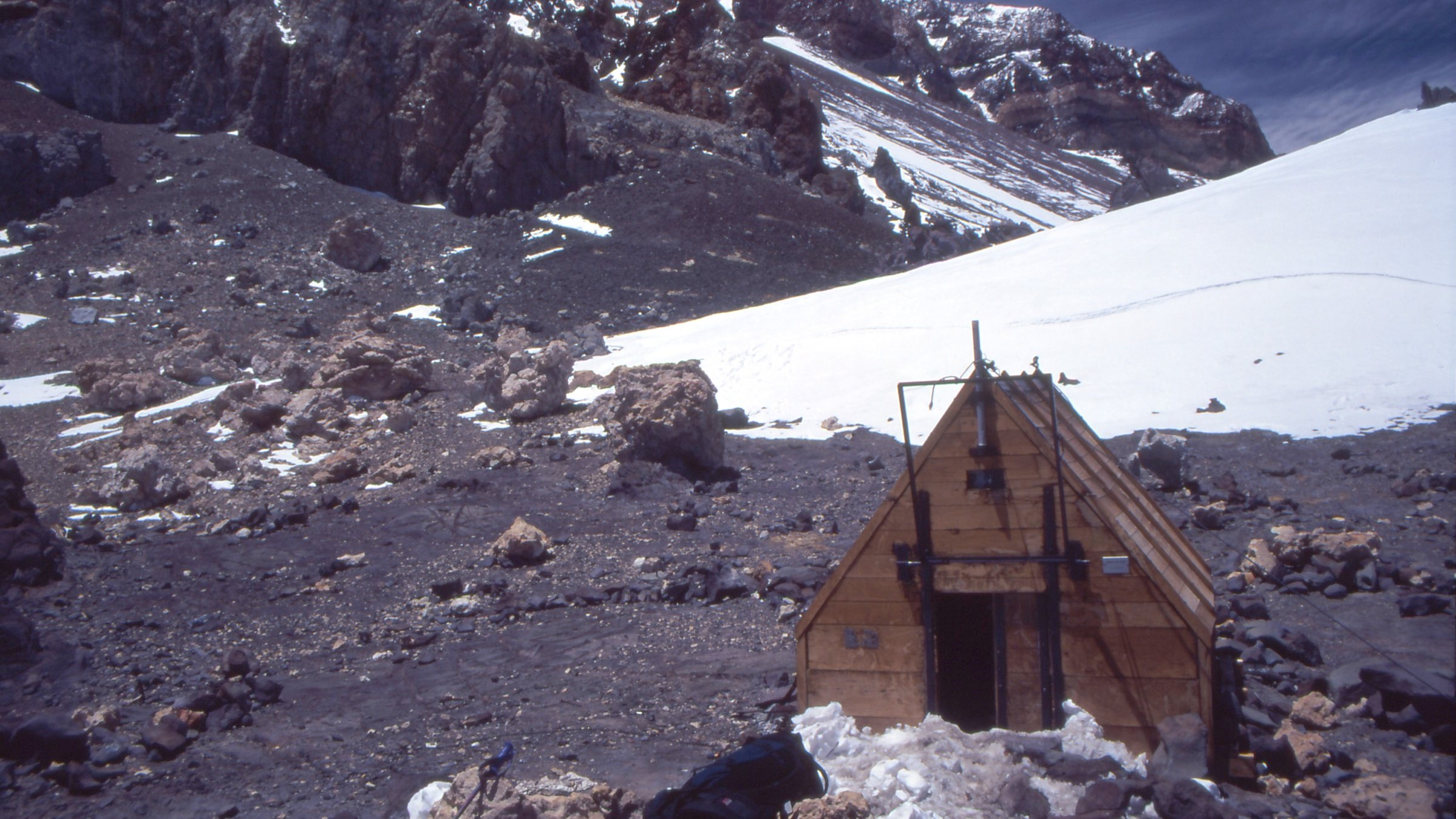
Берлин (5950 м)

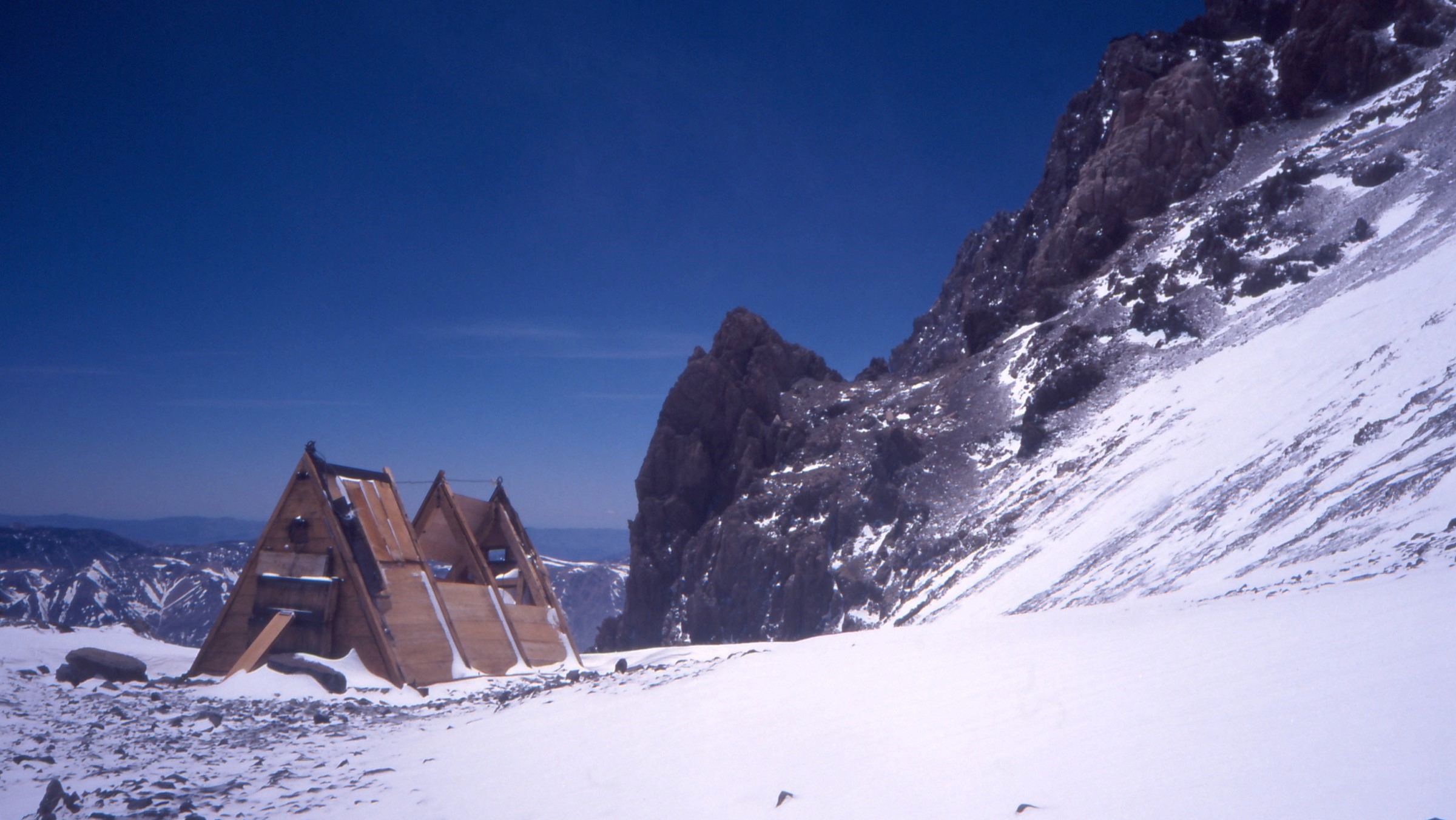
Индепенденсия (6400 м)

- Мост Инков (Puente Del Inca) — 2719 м.
- Конфлуэнсия (Confluencia) — 3500 м.
- Пласа-де-Мулас (Plaza de Mulas) — 4370 м.
- Пласа Канада (Plaza Canada) 24 — 4910 м.
- Нидо-де-Кондорес (Nido de Cóndores) — 5380 м.
- Берлин (Berlín) — 5950 м.
- Олера (Holera) — 5900 м.
- Кумбре (Cumbre), вершина — 6960,8 м.

### Организация
Для восхождения на гору альпинисты должны купить в Мендосе пропуск у руководства провинциального парка Аконкагуа. Цена пропуска варьируется в зависимости от сезона. В базовом лагере находится медицинский пункт, сотрудники которого имеют право отказать альпинисту в попытке восхождения по состоянию здоровья.

### Рекорды
К 2016 году на Аконкагуа были установлены несколько рекордов:
- Минимальное время прохождения маршрута[какого?] — 5 часов 45 минут, зафиксировано в 1991 году.
- Самое быстрое полное (восхождение-вершина-спуск) мужское восхождение: 11 часов и 52 минуты установил 19 февраля 2015 года эквадорский спортсмен Карл Эглофф (Karl Egloff)[18].
- Самое быстрое полное (восхождение-вершина-спуск) женское восхождение: 14 часов и 20 минут установила 2 февраля 2016 года испанская спортсменка Фернанда Масиель (Fernanda Maciel)[19].
- Самый юный альпинист: 9-летний Тайлер Армстронг (Tyler Armstrong) из США, поднялся на вершину 25 декабря 2013 года[20].
- Самая юная альпинистка: 12 летняя Дор Джета Попеску (Dor Geta Popescu) из Румынии, поднялась на вершину 9 февраля 2016 года[21].
- В базовом лагере «Пласа-де-Мулас» расположена самая высокогорная картинная галерея в мире (Guinness World Records) с работами художника Мигеля Доуры.